# Claude-Étienne Chaillou des Barres
Pour les articles homonymes, voir Chaillou.
Claude-Étienne Chaillou des Barres, né le 6 février 1784 au château de Sauvages à Beaumont-la-Ferrière et mort le 22 août 1857 à Paris, est un avocat, haut fonctionnaire et écrivain français, préfet napoléonien, conseiller général de l'Yonne, auteur de quelques monographies sur des monuments historiques de l' Yonne.

## Biographie
Étienne est le fils unique de Jean-Nicolas Chaillou, sieur du Mée et des Barres, conseiller du Roi, et de Louise Chambrun. 
Après un internat au collège d'Auxerre, il étudie à Paris, d'abord à l'Institution polytechnique de Lemoine d'Estoies, ensuite à l’Institut de jurisprudence et d'économie politique et l’Académie de législation. Son discours De la noblesse, de l'utilité et de l'influence de la profession d'avocat a remporté le prix à l'Université de jurisprudence en l'an XII (1804).
Après ses études il devient, en 1805, auditeur au Conseil d’État. Le 17 décembre de cette même année, il se marie avec Zoé Marguerite Nicole Nompère de Champagny, la fille du ministre Jean-Baptiste Nompère de Champagny, qui sera son protecteur. À la suite de l'invasion de la Prusse (traité de la confédération du Rhin), il est envoyé, en 1806, à Głogów comme intendant de la Basse-Silesie, mais malade, il revient en France, où il est nommé en 1808 auditeur à la direction générale des Ponts et Chaussées. Son directeur Jean-Pierre de Montalivet, qui devient en 1809 ministre de l'Intérieur, le propose pour le poste de préfet de l'Ardèche.  
Nommé le 7 août préfet de l'Ardèche, il y crée des routes départementales, fait construire le palais de justice et des nouvelles prisons plus salubres. Il est un préfet aimé, malgré les rigidités de conscription pendant la mobilisation de 1813. En 1814, à la Première Restauration, François-Xavier-Marc-Antoine de Montesquiou-Fézensac révoque 54 préfets, parmi lesquels Chaillou des Barres.
Le 28 mars 1815, pendant les Cent-Jours, Chaillou est nommé préfet de la Creuse. De nouveau destitué en juillet 1815 à la Seconde restauration, il se retire au château des Barres à Sainpuits. À la mort de son père, il est créé chevalier par lettres patentes du roi du 27 janvier 1816, et autorisé à prendre le nom de des Barres le 20 mars 1816. 
Il mène dès lors une vie active dans son département comme publiciste et dans plusieurs fonctions publiques, parmi lesquelles : maire de Sainpuits, conseiller général de l'Yonne pour le canton de Saint-Sauveur. Il fait aussi d'importantes modifications au château des Barres, qui sera inscrit monument historique en 1997. 
Dans un premier temps, il participe à un concours d'écriture (1820), il écrit le livret d'un opéra (1823), et en 1828 il fonde le Mémorial de Yonne, journal qui a existé jusqu'en 1831.
En 1833, les conseils généraux deviennent à nouveau des corps élus. Il rédige deux textes sur les élections. Élu en 1833, et réélu en 1839, il est quelque temps président du conseil général. Inspecteur des monuments historiques du département de l'Yonne, il publie des monographies concernant le département. 
En 1847 il est cofondateur et premier président de la Société des sciences historiques et naturelles de l'Yonne, fonction qu'il remplit jusqu'à sa mort. Peu avant sa mort, il a aussi fondé la Société centrale d'agriculture, qu’il a présidée.

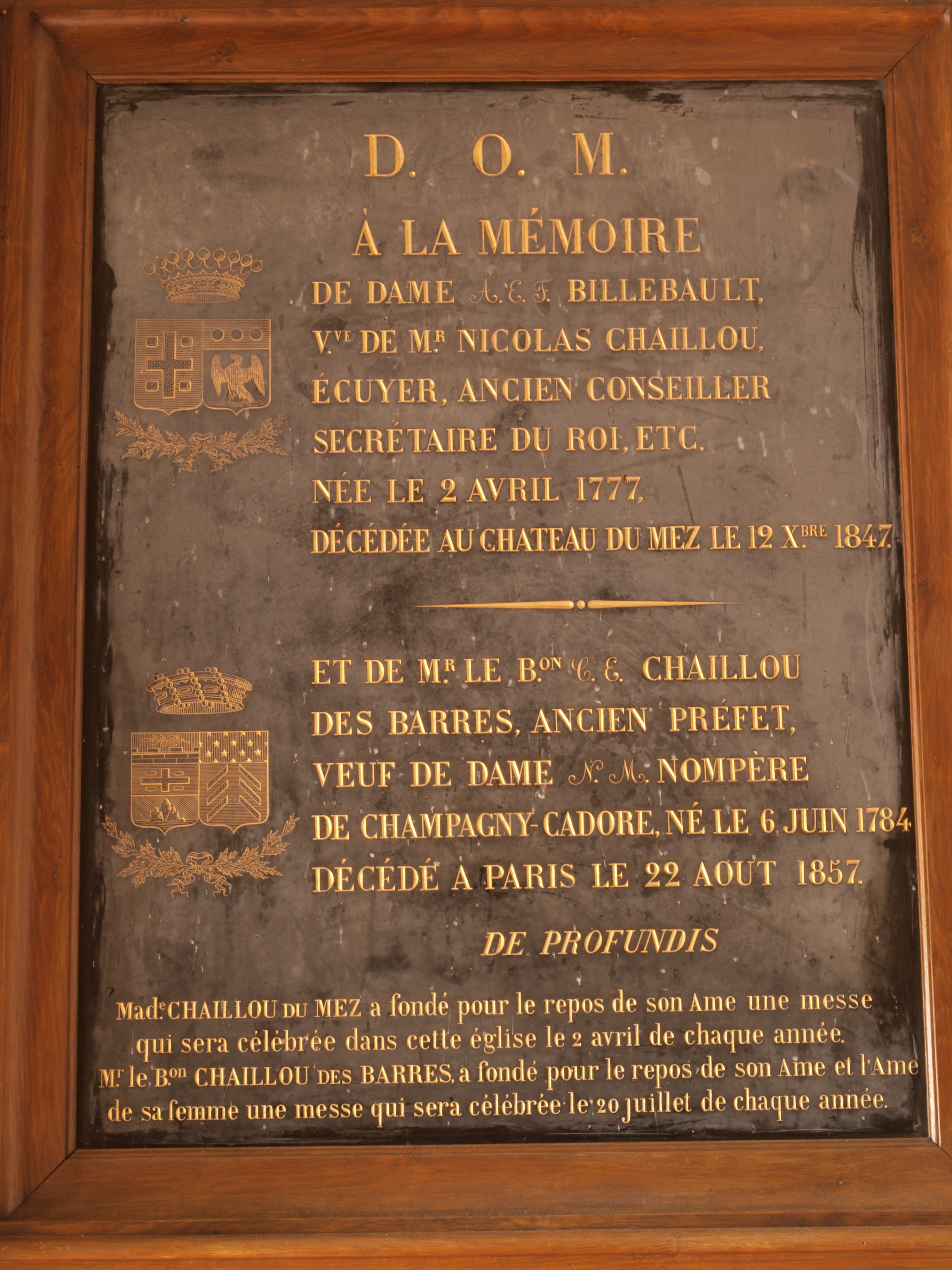
Plaque commémorative dans l'église sainte Marie-Madeleine de Sainpuits.

Un de ses derniers bienfaits est la donation, en 1857, des fonds pour une stèle au champ de bataille de Fontenoy.
À sa mort, il a été est enseveli dans la chapelle du château des Barres, érigée par lui.

## Titres et honneurs
- Claude-Étienne Chaillou fut honoré, en 1811, du grand cordon de l'ordre du mérite civil de la Couronne de Bavière.
- Il est nommé chevalier de la légion d'honneur par décret de 30 juin 1811 et promu officier de la Légion d'Honneur le 30 mai 1838.
- Il fut créé chevalier héréditaire, par lettres patentes du 27 janvier 1816, puis baron héréditaire, par ordonnance du 10 juillet 1825 ; il avait été autorisé à ajouter à son nom celui de « des Barres », par ordonnance du 20 mars 1816. 11 fut continué dans le titre de baron héréditaire, par nouvelles lettres patentes du 29 mars 1842[7].

## Œuvres
- De la noblesse, de l'utilité et de l'influence de la profession d'avocat, Paris, P. Didot l'aîné, an XII, 32 p.
- Lettre d'un voyageur en Suisse, Paris, 1806 (anonyme).
- Essai historique et critique sur la législation des grains jusqu'à ce jour, ou, Mémoire sur cette question proposée par la Société d'Agriculture, Commerce, Sciences et Arts du département de la Marne quels sont les meilleurs moyens de prévenir, avec les seules ressources de la France, la disette des blés et les trop grandes variations dans leurs prix?, Paris, 1820. lire en ligne sur Google Livres.
- Lasthénie, opéra en un acte, (musique de Ferdinand Hérold), Paris, 1823 lire en ligne sur Gallica[8].
- Correspondance entre deux électeurs du département de l'Yonne, 1824, et Le Fond des choses, ou Qui nommerons-nous ? Dialogue entre trois électeurs du departement de l'Yonne, 1824 (deux opuscules sur les élections).
- L'Abbaye de Pontigny, Paris 1844 lire en ligne sur Google Livres.
- Notices sur Pontigny, In: Annuaire statistique du Département de l'Yonne, 1844 p. 105-112.
- Les châteaux d'Ancy-le-Franc, de Saint-Fargeau, de Chastellux et de Tanlay, 1845, Paris, Auguste Vaton, libraire-éditeur, 248 pages, (recueil de 4 articles publiés précédemment), lire en ligne ;
- Influence du bien-être matériel sur la moralité d'un peuple 1846. lire en ligne sur Google Livres.
- Saint Louis à Sens, esquisse de son regne, in : Bulletin de la Société des Sciences Historiques et Naturelles de l'Yonne, t. 6, 1852, p. 191-265, lire en ligne sur Gallica.
- Prix de statistique fondés par M. le baron Chaillou Des Barres, président de la Société des sciences historiques et naturelles de l'Yonne, 1856, lire en ligne sur Google Livres.
  - Collectif, Description des villes et campagnes du département de l'Yonne : recueil de notices historiques, biographiques, géographiques, géologiques, agricoles etc., concernant toutes les communes du département, 1870, lire en ligne sur Google Livres.